# Amblypodia riley
Amblypodia riley är en fjärilsart som beskrevs av Lambertus Johannes Toxopeus 1930. Amblypodia riley ingår i släktet Amblypodia och familjen juvelvingar. Inga underarter finns listade i Catalogue of Life.